# Mediaplanning
Mediaplanning is een discipline, meestal uitgevoerd door een mediabureau, in de marketing die zich toelegt op het vinden van de juiste media om een betaalde boodschap (advertentie) aan een bepaalde doelgroep over te brengen.
Mediaplanning voorziet in een planmatige uitwerking van de strategie waarbij aan elk voorgesteld mediumtype een keuze wordt gekoppeld op titelniveau of zenderniveau. Als in de mediastrategie het mediumtype dagbladen aangewezen werd, staat in het mediaplan een selectie van de meest geschikte dagbladtitels, inclusief een bijbehorende uitwerking naar specifieke toepassing. In het geval van dagbladen zouden dat paginaformaat, specifieke plaats van een advertentie binnen de krant (de katern of de rubriek) en eventueel al een concrete plaatsingsdatum kunnen zijn.